# Beatriz Fanjul
Beatriz Isabel Álvarez Fanjul (Bilbao, Vizcaya, 23 de agosto de 1991) es una política española, actual diputada en el Congreso por Vizcaya desde 2019 y presidenta de las Nuevas Generaciones del Partido Popular desde abril de 2021.

## Trayectoria política
Es afiliada al PP y a Nuevas Generaciones del Partido Popular desde los 18 años, donde ejerció como secretaria general de NNGG en el País Vasco antes de su salto a la política nacional.
Encabezó la lista del PP por Vizcaya en las elecciones generales de España de abril de 2019, sin conseguir el escaño, y de nuevo para las elecciones generales de España de noviembre de 2019, obteniendo el único escaño de su partido en esa provincia a última hora, gracias al recuento del voto desde el extranjero, tomando posesión como diputada de la XIV legislatura el 3 de diciembre de 2019.

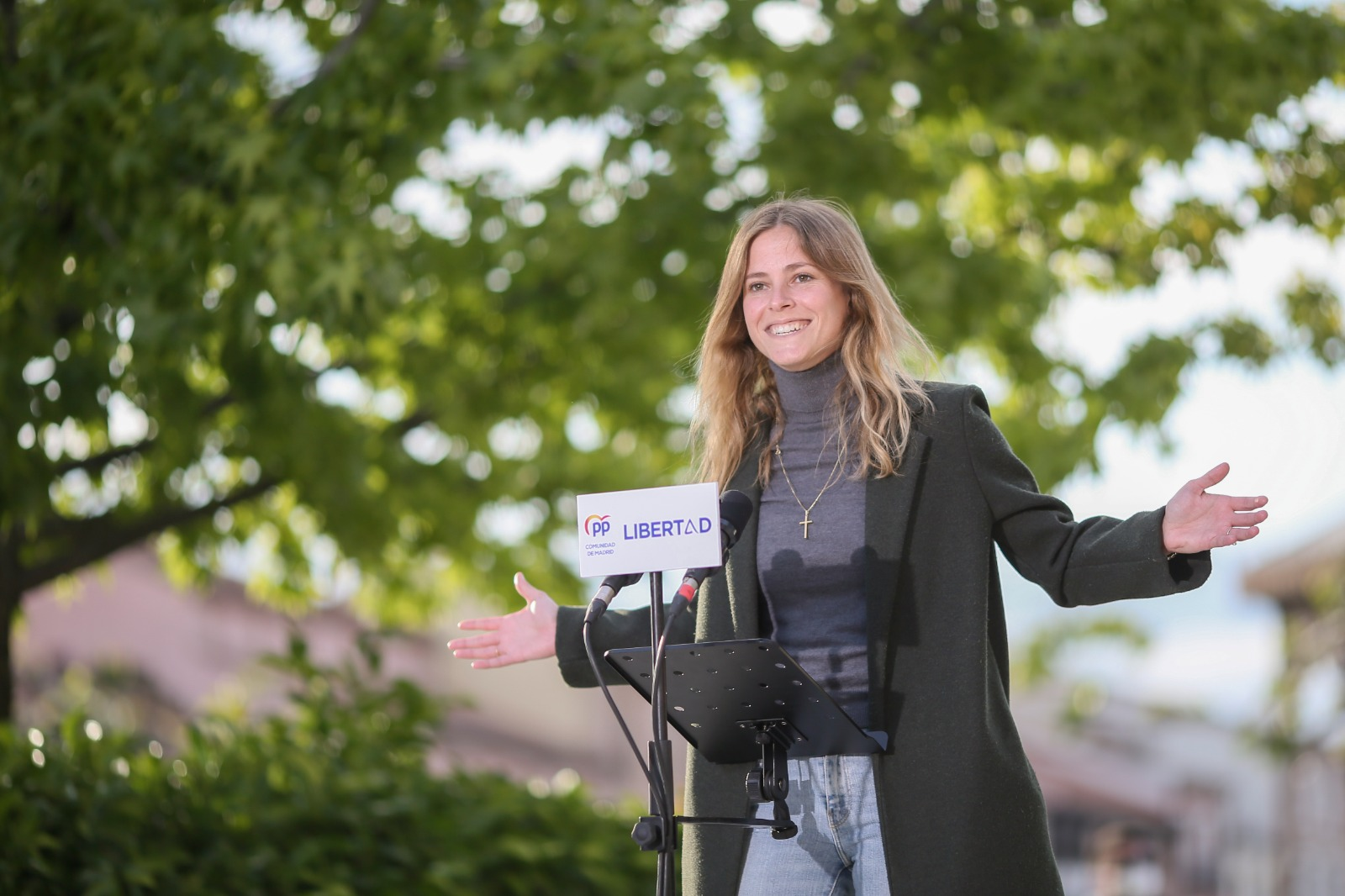
Beatriz Fanjul durante la campaña a las elecciones a la Asamblea de Madrid de 2021

En abril de 2021, durante el XV Congreso Nacional de Nuevas Generaciones, fue elegida presidenta de Nuevas Generaciones del Partido Popular, relevando en el puesto a Diego Gago.
Descrita como «liberal en lo económico y conservadora en lo social» y cercana a dirigentes de su formación como Pablo Casado o Martínez-Almeida, se ha mostrado partidaria del acercamiento de su partido a Vox a través de pactos, y se declara gran admiradora de Gregorio Ordóñez.

## Vida personal
Natural de Bilbao, pertenece a una familia de cinco hermanos, de los que uno de ellos es también su gemela. Estudió Administración y Dirección de Empresas en la Universidad de Deusto, aunque no finalizó la carrera. Es una gran aficionada al ajedrez.